# Already Gone
"Already Gone" é uma canção da cantora norte-americana Kelly Clarkson, gravada para o seu quarto álbum de estúdio All I Ever Wanted. Foi composta e produzida por Ryan Tedder, com auxílio da própria Clarkson na escrita.  A produção da música foi cercada por controvérsia, pois a artista afirmou que Tedder reutilizou os arranjos técnicos do tema "Halo", de Beyoncé Knowles, e que iria resultar numa opinião formada pelo público que tinha sido cometido plágio. O produtor norte-americano considerou as acusações falsas e dolorosas, afirmando que era preciso ouvir ambas e perceber que eram totalmente diferentes.
Kelly ainda tentou prevenir o lançamento como faixa de trabalho, mas "Already Gone" foi escolhido como terceiro single de All I Ever Wanted quando a RCA Records enviou o tema para as rádios norte-americanas a 11 de agosto de 2009. Os críticos de música contemporânea fizeram análises positivas à canção, denominando-a como o destaque do álbum devido às suas expressões de vulnerabilidade, impacto emocional e do uso bem sucedido de balada enquanto forma musical. A obra obteve um desempenho comercial moderado, conseguindo chegar à décima terceira posição da Billboard Hot 100 dos Estados Unidos. Contudo, foi na Adult Pop Songs que conseguiu liderar. Na Austrália conseguiu chegar ao décimo segundo lugar da ARIA Singles Chart, e posteriormente a Australian Recording Industry Association (ARIA) certificou o single com disco de ouro, pelas mais de 35 mil descargas digitais vendidas. A Music Canada também atribuiu um galardão de platina.
O vídeo musical foi dirigido por Joseph Kahn, que se queixou por não ter sido autorizado a elaborar o projecto à sua semelhança, ficando descontente com o resultado final. Gravado a 20 de Julho de 2009 em Toronto, Canadá, apresenta a cantora coberta com um vestido de ouro e joias caras enquanto estava deitada em uma espreguiçadeira num apartamento. A faixa recebeu várias interpretações ao vivo como parte da sua divulgação, como no VH1 Divas, na cerimónia anual American Music Awards em 2009, e inclusive esteve presente no alinhamento da digressão mundial All I Ever Wanted Tour e Stronger Tour que passaram pela Austrália, Estados Unidos, Escócia, Inglaterra e Irlanda.

## Composição & Produção
Assim que o terceiro single de All I Ever Wanted saiu, Kelly Clarkson foi a primeira a apontar semelhanças entre "Already Gone" e "Halo" da Beyoncé. A cantora confrontou o produtor das duas faixas, Ryan Tedder(vocalista do One Republic), e pediu explicações. Ryan não concordou com as acusações e defendeu que as diferenças entre as duas canções. Passada a discussão, Kelly quer tentar manter essa comparação no passado. Durante o tapete vermelho do VH1 Divas,a cantora disse a MTV que os fãs vão ouvir uma nova versão de "Already Gone" em sua turnê. "Eu fiz várias músicas com Ryan e todas soam bem diferentes, mas neste caso ‘Gone’ e ‘Halo’ realmente se parecem. O meu trabalho e o da Beyoncé são bem diferentes. Eu quero ser autêntica. Então para a turnê, resolvemos mudar ‘Already Gone’. Ela vai vir com um toque acústico e mudanças nos tons da minha voz também", disse.

## Divulgação
Kelly começou o trabalho de divulgação da música no final de Julho, cantando no programa Late Show with David Letterman, "The View", nas versões acústicas. Além disso, Kelly sempre promove a música na sua mini-turnê de verão.
Kelly voltou a promover a canção em 15 de setembro, no programa Jimmy Kimmel Live Show, onde arrasou mais uma vez.
E no dia 17 de setembro, Kelly cantou mais uma vez a canção no VH1 Divas, evento em que ela era uma das convidadas. Kelly promoveu a canção mais uma vez no programa The View, em 8 de outubro. Ela ainda esteve presente na edição de 2009 do prêmio American Music Awards e cantou Already Gone mais uma vez. Sua apresentação foi considerada a melhor apresentação da noite pelos críticos, considerando-a perfeita.

## Recepção
Already Gone já recebeu várias críticas positivas em geral, e é popularmente considerada como um dos destaques musicais e líricos do álbum.
- The New York Post chamou a canção de: Um mix de uma canção antiga de Stevie Nicks e que pode estar na trilha sonora de qualquer filme de Julia Roberts. E completou: ela cospe emoção em uma canção que me faz querer ficar enrolado em um cobertor por muito tempo por alguém.
- About.com disse: Already Gone vai quebrar seu coração, e a entrega de Kelly Clarkson é quase perfeita.
- The Chicago Tribune  chamou a canção de uma balada extravagante".
- Slant Magazine disse: uma grande interpretação, onde Kelly brilha nos vocais e em tudo.

## Videoclipe
Kelly Clarkson declarou em uma entrevista que era possível, que "Already Gone" fosse o próximo single do álbum. Em 20 de junho de 2009, Joseph Kahn relevou em seu Twitter oficial que ele havia terminado de filmar um vídeo com Clarkson, no entanto, não informou de qual canção era. Mais tarde, Kelly confirmou que o vídeo era de "Already Gone", e disse que era diferente de qualquer outro que ela tinha feito antes, confirmando o single. O clipe foi lançado em 27 de julho de 2009.
O vídeo começa com Clarkson sozinha em um apartamento usando um vestido de ouro com lantejoulas e luvas de cotovelo, e um grande colar de pérolas, deitada em um sofá. Essa cena se alterna com um segundo local, onde Clarkson usa um vestido preto, cantando em uma sala de ensaios, rodeado por membros invisíveis de uma orquestra tocando seus instrumentos. O vídeo também apresenta em slow-motion, cenas de copos de champanhe em queda, pérolas flutuando, e violinos voando separando as cenas.

## Desempenho Comercial
Oficialmente, a música estreou nas paradas de sucesso da Austrália, na 36ª posição. Na outra semana, subiu para a 24ª posição e na terceira semana subiu então para a 21ª. Na quarta semana, já se consolidou, subindo para o 15º lugar, se tornando rapidamente um sucesso. Teve pico de 14º lugar e caiu por 2 semanas. Mas depois de receber massivas execuções nas rádios, a canção voltou a brilhar e foi para a 12ª posição, o que faz da Austrália, o melhor posicionamento da música nas paradas até agora (igualmente ao que aconteceu com I Do Not Hook Up).
Nos Estados Unidos, a canção debutou na 70.ª posição da Billboard Hot 100, quando o álbum All I Ever Wanted foi lançado. Oficialmente a música re-entrou na 89.ª posição e na segunda semana subiu para 79.ª, indo para 65.ª na sua terceira semana na parda. Já na quarta, a canção subiu lentamente para o 57.º lugar, já passando a canção Low, que ficou o 58.º,o que foi um bom sinal. Depois disso, a canção subiu para a 43.º posição na semana que encerrava em 17 de setembro, a canção fez um bom sucesso na 35.ª posição. Depois, subiu lentamente para 31.ª e deu uma boa subida para 27.ª. Na nona semana subiu para 23.ª e na última edição da Billboard, a canção subiu mais uma vez, se tornando um sucesso em 19.º, passando do peak de I Do Not Hook Up (20.º lugar) e se tornando seu 11.º Top 20 no Hot 100. Depois de cair para a 20.ª posição, a canção subiu mais uma vez para 17.ª. Depois de duas semanas caindo, a canção voltou a subir e conquistou seu peak a 13.ª posição até agora.
Na parada Pop Songs, a canção está começando a subir e estreou entre as 20 mais e foi para #19 na primeira semana. Até agora, já chegou em #7.
Nas rádios, a canção também começou a subir e figura em #7.
No Canadá, a canção teve um boa estreia, na posição #50 e deu uma enorme subida para #20, na segunda semana, sendo a maior venda digital da semana.
Depois de muitas semanas sem subir, a canção voltou ao Canadian Hot 100, na posição #19, se tornando um sucesso. Depois, conseguiu mais uma vez subir e foi para #17. Na última edição, subiu para #15.
No Brasil, a música já estreou nas parada na posição #90,  na outra semana,subiu para a posição #75 e na terceira semana já subiu muito para #58 e até agora alcançou apenas a posição #52. E nas semanas seguintes, despencou nas paradas do Hot 100 Brasil.
Mesmo assim, a canção está sendo muito tocada na rádio Jovem Pan. Onde já chegou ao topo do Top Request, ficando por 2 semanas consecutivas e caindo apenas para #2 na segunda semana, ou seja, a canção se tornou um sucesso de rádio.
No Reino Unido, a canção debutou em #75 (no dia 23 de Agosto) e alcançou #66, já que o single foi cancelado lá.
| Tabela musical (2009-2010)                    | Melhor posição |
| --------------------------------------------- | -------------- |
| Alemanha - Media Control AG                   | 23             |
| Austrália - ARIA Charts                       | 12             |
| Áustria - Ö3 Austria Top 40                   | 36             |
| Bélgica - Ultratip (Flandres)                 | 15             |
| Canadá - Canadian Hot 100                     | 15             |
| Eslováquia - IFPI Slovenská Republika         | 17             |
| Estados Unidos - Billboard Hot 100            | 13             |
| Estados Unidos - Billboard Pop Songs          | 5              |
| Estados Unidos - Billboard Adult Contemporary | 3              |
| Estados Unidos - Billboard Pop Songs          | 1              |
| Nova Zelândia - RIANZ                         | 23             |
| Países Baixos - Dutch Top 40                  | 78             |
| Reino Unido - UK Singles Chart                | 66             |
| Suécia - Sverigetopplistan                    | 26             |
| Suíça - Schweizer Hitparade                   | 15             |

| Tabela musical (2004)              | Posição |
| ---------------------------------- | ------- |
| Austrália - ARIA Singles Chart     | 86      |
| Canadá - Canadian Hot 100          | 88      |
| Estados Unidos - Billboard Hot 100 | 65      |
| Suíça - Schweizer Hitparade        | 96      |
| Tabela musical (2010)              | Posição |
| Estados Unidos - Billboard Hot 100 | 74      |

| País      | Providente   | Certificação |
| --------- | ------------ | ------------ |
| Austrália | ARIA         | Ouro         |
| Canadá    | Music Canada | Platina      |

## Créditos
Todo o processo de elaboração da canção atribui os seguintes créditos pessoais:
| - Kelly Clarkson – vocalista principal, composição; - Ryan Tedder - composição, produção, arranjos, instrumentos, gravação; - Brian Ray - guitarra; | - Joe Zook - gravação; - Jared Newcomb, Daniel Piscina - assistência; |

## Histórico de lançamento
"Already Gone" começou a ser reproduzida nas rádios norte-americanas a 11 de Agosto de 2009. Digitalmente, foi disponibilizada na iTunes Store a 3 de Setembro em maior parte dos países, com a versão original e ainda uma interpretação ao vivo. Na Alemanha também recebeu comercialização em CD single no mesmo mês.
| País           | Data                   | Formato          | Editora(s) discográfica(s) |
| -------------- | ---------------------- | ---------------- | -------------------------- |
| Estados Unidos | 11 de Agosto de 2009   | Rádio mainstream | 19 Recordings, RCA Records |
| Alemanha       | 3 de Setembro de 2009  | Descarga digital | 19 Recordings, RCA Records |
| Brasil         | 3 de Setembro de 2009  | Descarga digital | 19 Recordings, RCA Records |
| França         | 3 de Setembro de 2009  | Descarga digital | 19 Recordings, RCA Records |
| Portugal       | 3 de Setembro de 2009  | Descarga digital | 19 Recordings, RCA Records |
| Alemanha       | 18 de Setembro de 2005 | CD single        | 19 Recordings, RCA Records |